# Amaxia fallaciosa
Amaxia fallaciosa là một loài bướm đêm thuộc phân họ Arctiinae, họ Erebidae.